# Арар
Ара́р (араб. عرعر) — місто в Саудівській Аравії, столиця провінції Ель-Худуд еш-Шамалія. Населення — 145 237 (2004). Населення міста за останніми офіційними статистичними даними уряду 240 000 в самому місті. Населення регіону, у тому числі міст Rafha, Toriaf і Alaoiqilah та приміських сіл, становить 890 000.
Відоме своїми родючими пасовищами, які годяться для овець і верблюдів.
Арар служить значною зупинкою для мандрівників на аравійському шосе 85.

## Історія
Засноване в 1951 році, після закінчення будівництва трансарабського нафтопроводу (Таплайн). На місці майбутнього міста знаходилася нафтова насосна станція, медичний центр і житло для робітників. Робочі в Арарі були в основному з регіону Al-Ahsa, провінції Хаїль, Янбу і Al Wajh.
Місто отримало свою назву від назви початкового нафтового родовища, яке існувало ще до міста - "Поле RR" - одного з багатьох у країні (воно було відоме місцевим жителям як "R.R."). Пізніше місто отримало назву Арар.
Назва Арар арабською мовою означає ялівець.

## Географія
Місто Арар розташоване на північному заході Саудівської Аравії в самому серці величезної кам'янистої вапнякової рівнини. Вона розташована приблизно за 1100 км на північний захід від Ер-Ріяда і приблизно за 60 км від іракського кордону.

### Клімат
Місто знаходиться у зоні, котра характеризується кліматом тропічних пустель. Найтепліший місяць — липень із середньою температурою 33.3 °C (92 °F). Найхолодніший місяць — січень, із середньою температурою 8.9 °С (48 °F).
| Клімат Арара            | Клімат Арара | Клімат Арара | Клімат Арара | Клімат Арара | Клімат Арара | Клімат Арара | Клімат Арара | Клімат Арара | Клімат Арара | Клімат Арара | Клімат Арара | Клімат Арара | Клімат Арара |
| Показник                | Січ.         | Лют.         | Бер.         | Квіт.        | Трав.        | Черв.        | Лип.         | Серп.        | Вер.         | Жовт.        | Лист.        | Груд.        | Рік          |
| Абсолютний максимум, °C | 28           | 29           | 32           | 40           | 41           | 45           | 47           | 45           | 45           | 39           | 32           | 30           | 47           |
| Середній максимум, °C   | 13           | 16           | 20           | 27           | 32           | 37           | 39           | 38           | 36           | 30           | 21           | 15           | 27           |
| Середня температура, °C | 8            | 11           | 15           | 21           | 26           | 31           | 33           | 32           | 30           | 23           | 16           | 11           | 22           |
| Середній мінімум, °C    | 4            | 6            | 10           | 15           | 20           | 24           | 26           | 26           | 23           | 17           | 10           | 6            | 16           |
| Абсолютний мінімум, °C  | −5           | −5           | −1           | 2            | 11           | 17           | 18           | 18           | 10           | 3            | −2           | −5           | −5           |
| Днів з опадами          | 5            | 4            | 4            | 4            | 2            | 0            | 1            | 0            | 0            | 2            | 4            | 4            | 30           |
| Днів з дощем            | 5            | 4            | 4            | 4            | 2            | 0            | 1            | 0            | 0            | 2            | 4            | 4            | 30           |
| ----------------------- | ------------ | ------------ | ------------ | ------------ | ------------ | ------------ | ------------ | ------------ | ------------ | ------------ | ------------ | ------------ | ------------ |
| Джерело: Weatherbase    |              |              |              |              |              |              |              |              |              |              |              |              |              |

## Знахідки
У 1968 році за 30 км від міста Арар були виявлені залишки стародавнього міста. Місце відкрило численні скульптури риб, черепах та інших водних тварин.

## Важливі події в історії Арара
- Літак іракських авіаліній (рейс 163) розбився поряд з аеропортом Арар.
- В Арарі відбулася зустріч на вищому рівні між королем Саудом і королем Йорданії за часів короля Хусейна.